# Spoorlijn Maribo - Rødby Havn
De spoorlijn Maribo - Rødby Havn (Deens: Lollandsbanen) was een lokale spoorlijn op het eiland Lolland in Denemarken.

## Geschiedenis
Reeds in 1865 was er een spoorlijn op Lolland. Ingenieur GVA Kröhnke uit Glückstadt kreeg de concessie voor een spoorlijn van Nykøbing Falster naar Rødby on Lolland. Ondanks dat gebeurde er weinig tot Carl Frederik Tietgen na diverse problemen met het werven van kapitaal de concessie verkreeg voor de aanleg van een lijn van Nykøbing Falster naar Nakskov, met een aftakking van Maribo naar Rødby.

## Huidige toestand
Na de opening van de spoorlijn van Nykøbing Falster naar Rødby Færge werd het personenvervoer op de lijn opgeheven. Na sluiting van de suikerfabriek in Højbygård werd ook het goederenvervoer gestaakt. Thans is de volledige lijn opgebroken.

## Toekomst
In de toekomst komt de spoorlijn terug in kader van Fehmarnbeltverbinding. Er komt dubbelspoor tussen Nykøbing Falster en Holeby.